# Avskogning i Sri Lanka

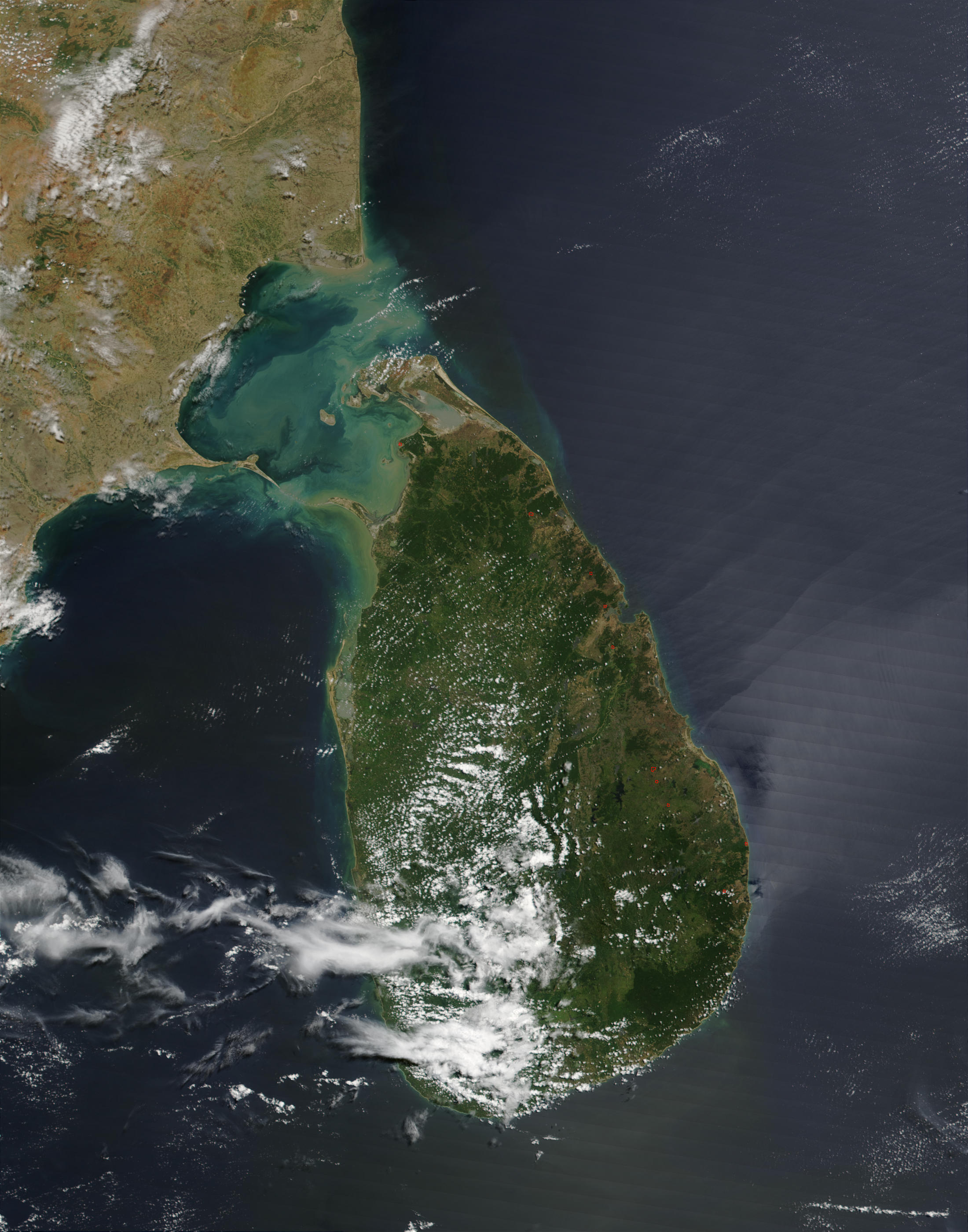
Satellitvy från NASA som visar mindre omfattning av skog i norra och östra delarna av Sri Lanka.

Avskogning i Sri Lanka är ett av de mest allvarliga miljöproblemen på denna ö. På 1920-talet var 49 procent av Sri Lankas yta täckt med skog, men år 2005 hade skogens yta minskat med cirka 26 procent.
Mellan åren 1990 till 2000 förlorade Sri Lanka i genomsnitt 26 800 hektar skog per år. Detta motsvarar en genomsnittlig årlig avskogningsgrad på 1,14 procent. Mellan 2000 och 2005 steg hastigheten till 1,43 procent per år. Men med en lång historia av politik och lagar för miljöskydd har avskogningsgraden faktiskt minskat 35 procent sedan slutet av 1990-talet tack vare en stark historia av bevarandeåtgärder.
Problemet med avskogning i Sri Lanka är inte lika betydande i de södra bergsområdena som i låglanden i norra och södra Sri Lanka, vilket till stor del beror på miljöskyddets natur.

## Orsaker och effekter
Skogen i Sri Lanka har avlägsnats för att ge plats åt jordbruksmark och plantager och för att tillhandahålla bränsle och timmer. Försäljningen av timmer är en del av Sri Lankas ekonomi för att höja intäkterna. Landet är en stor producent av te och marken som krävs för teplantager är ansenlig. Befolkningstrycket är också en betydande faktor, liksom avlägsnandet av skogsarealer för att bereda plats åt bevattningsnät och risfält, vilket var en stor process på 1980-talet.  Bortsett från de miljöpåverkande konsekvenserna har avskogningen i Sri Lanka orsakat översvämningar, jordskred och jorderosion från exponering av de avskogade områdena, vilket också är det främsta hotet mot överlevnaden av Sri Lankas biologiska mångfald.  Sri Lanka har 751 kända arter av amfibier, fåglar, däggdjur och reptiler, varav 21,7% är endemiska och över 3314 arter av kärlväxter, varav 26,9% är endemiska. 

## Gensvar
Sri Lankas regering och internationella miljöorganisationer har under åren tagit flera steg för att ta itu med problemet, som inrättande av nationalparker och andra skyddade områden. Dessa täcker så mycket som 15 procent av öns totala yta från och med år 2007.  Sinharaja skogsreservat, som grundades 1978 för att skydda den nästan utdöda tropiska låglandsregnskogen, upphöjdes till världsarv år 1988.